# Jelenje
Jelenje (olaszul: Gellegne) falu és község Horvátországban, a Tengermellék-Hegyvidék megyében. Közigazgatásilag Baštijani, Brnelići, Drastin, Dražice,
Kukuljani, Lopača, Lubarska, Lukeži, Martinovo Selo, Milaši, Podhum, Podkilavac, Ratulje, Trnovica, Valići és Zoretići települések tartoznak hozzá.

## Fekvése
Fiumétól 7 km-re északkeletre, a horvát Hegyvidék nyugati részén a Grobničko poljénak (Grobniki mezőnek) nevezett, hegyek által körülvett medencében, az Obručki sklop nevű magaslat lábánál a Rječina patak partján fekszik. A medencét mintegy harminc magaslat övezi, északnyugatról az Obruč, Fratrovac, Suhi vrh, Pakleno, melyekben nagy sziklák, szurdokok, barlangok, állandóan hóval borított völgyek találhatók. A medence közepén a Hum nevű dombvonulat húzódik, melynek nyugati része Majurtól Jelenjéig zöld és termékeny szántókkal, rétekkel fedett. A keleti része Jelenjétől Podkilavacig karsztos, terméketlen táj, csak sovány legelők találhatók. Ma repülőtér található itt és itt halad keresztül a 3-as számú főút és az A6-os autópálya. Délen Čavle felé a Rvanj, Čudnić és Grobnik dombok határolják. A medence ékessége a Rječina patak, melynek forrásától a torkolatáig sorakoznak a falvak.

## Története
A térség történetében az 1242-es tatárjárás az első feljegyzett jelentős esemény. A 16. századi krónikások a Grobniki mezőn vívott nagy csatákról számolnak be. Ezeket a feljegyzéséket mai történészek nagy fenntartással kezelik, mivel egyetlen hiteles történeti adat nem erősíti meg, hogy a tatárok itt vereséget szenvedtek volna. Bosznia elfoglalását követően a 15. és 16. században a török gyakran betört erre a vidékre is. Különösen nehéz időszakok voltak az 1470 és 1482 közötti, az 1493 és 1499 közötti, az 1529-es, 1559-es és 1590-es évek amikor a török Vinodolon, Bakaron és Grobnikon át egészen Klanáig pusztított. A gyakori török betörésekről több grobniki falunév is tanúskodik.
Jelenje első, legrégibb Szent Mihály kápolnáját 1604-ben említik először, de ennél valószínűleg sokkal régebbi volt és az 1601-es török támadás után építették újjá. 1733-ban a grobniki plébánia filiájaként tűnik fel az írott forrásokban. A kápolna körül egykor temető volt. A jelenjei plébánia 1790-ben nyerte el önállóságát. Szent Mihálynak szentelt plébániatemplomát 1813-ban kezdték építeni a régi kápolna helyén. 1814. augusztus 20-án szentelte fel Ivan Krst Ježić püspök. Az építés azonban csak 1821-re fejeződött be. 1874-ben bővítették. Toronysisakja a II. világháborúban megsérült, 1946-ban kijavították és 3 méterrel megmagasították.
A település első iskolája 1852-ben nyílt meg Stipan Valić házában. 1871-ben Ratuljén vásároltak egy házat az iskola számára és1893-ig ott zajlott az oktatás. Ekkor az iskola ismét visszatért Jelenjébe és ott működött 1943-ig amikor az épület leégett. 1949-ig ismét magánházban Ivan Kovačić házában működött, ekkorra épült fel az iskola épülete. A mai épületet 1977-ben nyitották meg.
A településnek 1857-ben 404, 1910-ben 463 lakosa volt. A trianoni békeszerződésig Modrus-Fiume vármegye Sušaki járásához tartozott. 2011-ben a falunak 429, a községnek összesen 5321 lakosa volt.

## Lakosság
| Lakosság változása | Lakosság változása | Lakosság változása | Lakosság változása | Lakosság változása | Lakosság változása | Lakosság változása | Lakosság változása | Lakosság változása | Lakosság változása | Lakosság változása | Lakosság változása | Lakosság változása | Lakosság változása | Lakosság változása | Lakosság változása |
| ------------------ | ------------------ | ------------------ | ------------------ | ------------------ | ------------------ | ------------------ | ------------------ | ------------------ | ------------------ | ------------------ | ------------------ | ------------------ | ------------------ | ------------------ | ------------------ |
| 1857               | 1869               | 1880               | 1890               | 1900               | 1910               | 1921               | 1931               | 1948               | 1953               | 1961               | 1971               | 1981               | 1991               | 2001               | 2011               |
| 404                | 364                | 377                | 390                | 446                | 463                | 449                | 516                | 462                | 486                | 487                | 462                | 411                | 408                | 410                | 429                |

## Nevezetességei
- Szent Mihálynak szentelt plébániatemploma[7] a település délnyugati részén emelkedő Gorica nevű erdős magaslaton áll. 1813 és 1821 között építették, 1874-ben bővítették. Főoltára fehér kőből és többszínű márványból készült, 1870-ben nagyobbították. Mellékoltárai Szent István (1838), Szent Márton és Szűz Mária (1756) tiszteletére vannak szentelve. A szószék Szerafin fiumei kapucinus mester munkája. Orgonáját 1895-ben Heferer mester zágrábi műhelyében készítették. A templomot 1929-ben Anton Talatin fiumei festő festette ki. Harangtornya a II. világháborúban súlyosan megsérült ezért a háború után kijavították és egy szinttel magasították.[3]
- A temetőben álló Szent Rókus kápolnát 1845-ben építették.